# Ирена Парезановић
Ирена Парезановић (Ужице, 1997) српски је  драматург и сценариста.

## Биографија
Дипломирала је и мастерирала на Факултету драмских уметности.
Радила је као новинарка и филмска критичарка.
Поред писања, бави се музиком.

## Дела
Позориште
- Натраг у море, даље од острва, Позориште „Душко Радовић” Београд, 2020.[4]
- И то се зове љубав, Народно позориште у Ужицу, 2021.[5]
- Не иди од куће, дерле, ДАДОВ, 2019.

Филм
- Изгубљени, кратки играни филм, 2020.[6]
- Исти, кратки документарни филм, 2019.[3]